# Amblypomacentrus tricinctus
Amblypomacentrus tricinctus là một loài cá biển thuộc chi Amblypomacentrus trong họ Cá thia. Loài này được mô tả lần đầu tiên vào năm 1974.

## Từ nguyên
Từ định danh được ghép bởi 2 âm tiết trong tiếng Latinh: tri ("ba") và cinctus ("được bao quanh"), hàm ý đề cập đến các dải sọc đen trên cơ thể của loài cá này.

## Phân loại học
A. tricinctus trước đây được xếp vào chi Chrysiptera, nhưng dựa vào các bằng chứng di truyền và kiểu hình nên đã được chuyển sang chi Amblypomacentrus này.

## Phạm vi phân bố và môi trường sống
A. tricinctus được ghi nhận từ Indonesia trải dài về phía đông đến quần đảo Samoa, ngược lên phía bắc đến quần đảo Ryukyu (Nhật Bản), giới hạn phía nam đến Sydney (Úc) và Nouvelle-Calédonie.
Loài này gần những rạn san hô ngoài khơi và trong các đầm phá, nơi có nền đáy bùn, cát hoặc bọt biển, ở độ sâu khoảng từ 10 đến ít nhất là 90 m.

## Mô tả
A. tricinctus có chiều dài cơ thể tối đa được ghi nhận là 6,5 cm. Loài cá này có màu trắng với 3 dải sọc nâu sẫm/đen, trong đó dải thứ nhất ở đầu và băng qua mắt. Hai dải đen trên thân kéo dài xuống vây hậu môn và vây bụng.
Số gai ở vây lưng: 13; Số tia vây ở vây lưng: 11–13; Số gai ở vây hậu môn: 2; Số tia vây ở vây hậu môn: 12–14; Số tia vây ở vây ngực: 18–19; Số lược mang: 23–26; Số vảy đường bên: 15–17.

## Sinh thái học
A. tricinctus thường sống đơn độc. Cá đực có tập tính bảo vệ và chăm sóc trứng.